# Norwegische Meisterschaften in der Nordischen Kombination 2021/22

Norwegischer Skiverbund

Die norwegischen Meisterschaften in der Nordischen Kombination 2021/22 fanden zweigeteilt zum Saisonbeginn in Oslo und Beitostølen sowie als Saisonabschluss in Mo i Rana und Harstad statt. Insgesamt gab es bei Frauen und Männern jeweils vier Einzel-Rennen nach der Gundersen-Methode. Der letzte Wettbewerb war eigentlich als Massenstart am 23. März in Skillevollen geplant. Jarl Magnus Riiber gewann alle Wettbewerbe der Männer. Bei den Frauen holte Gyda Westvold Hansen dreimal den Meistertitel, einmal siegte Mari Leinan Lund.
Die ersten beiden Meisterschaftsentscheidungen fanden zwischen dem 17. und 21. November 2021 statt. Zunächst sprangen die Athleten in Oslo vom Midtstubakken, dann gingen sie in Beitostølen auf die Loipe. Die weiteren Wettkämpfe wurden zwischen dem 22. bis 27. März 2022 durchgeführt. Erneut fanden Sprungdurchgang und Langlauf an verschiedenen Tagen und Orten statt: Erst sprangen die Kombinierer vom Fageråsbakken in Mo i Rana, dann reisten sie weiter nach Harstad. Die Meisterschaften fanden dort parallel zu jenen im Skilanglauf statt.

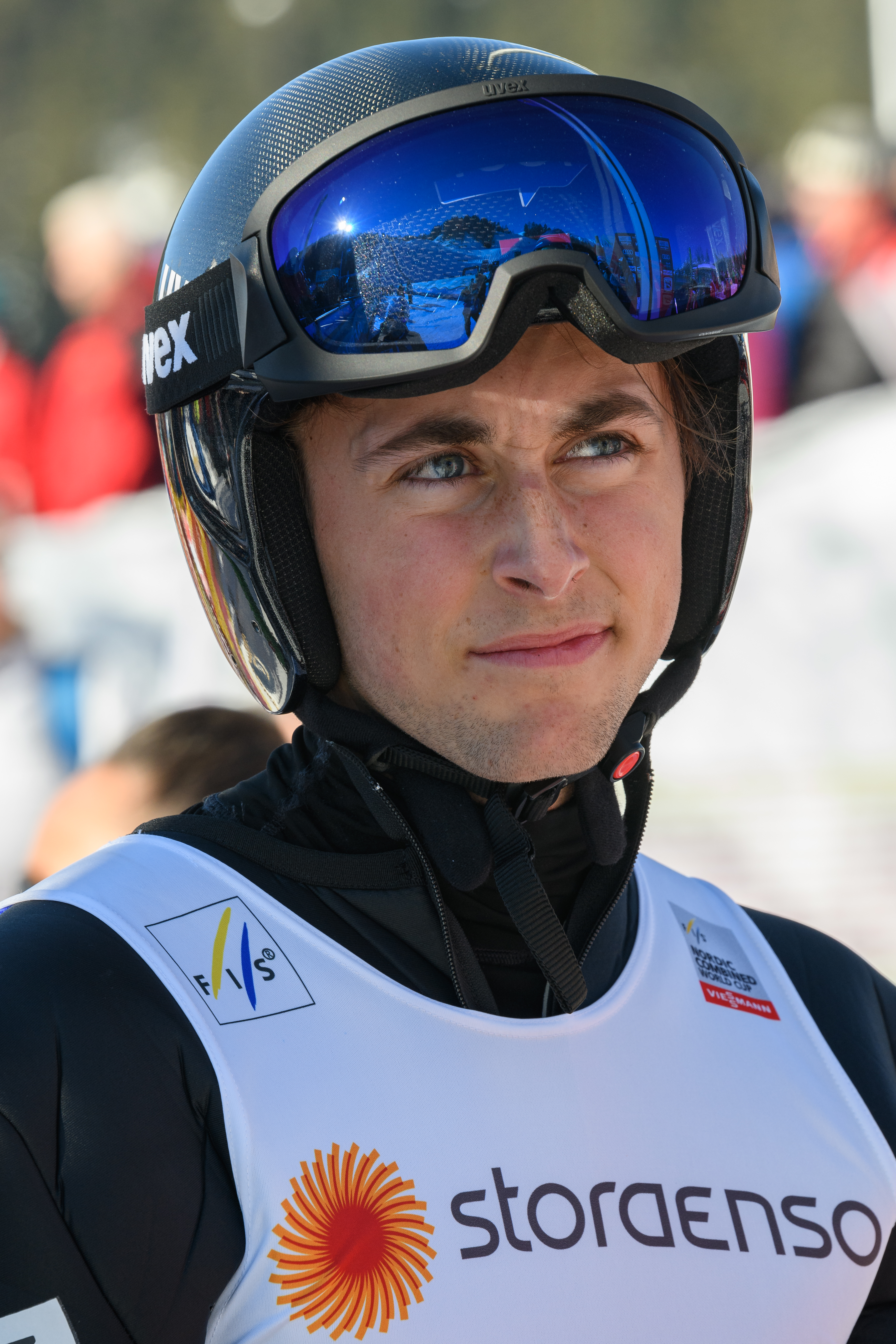
Jarl Magnus Riiber
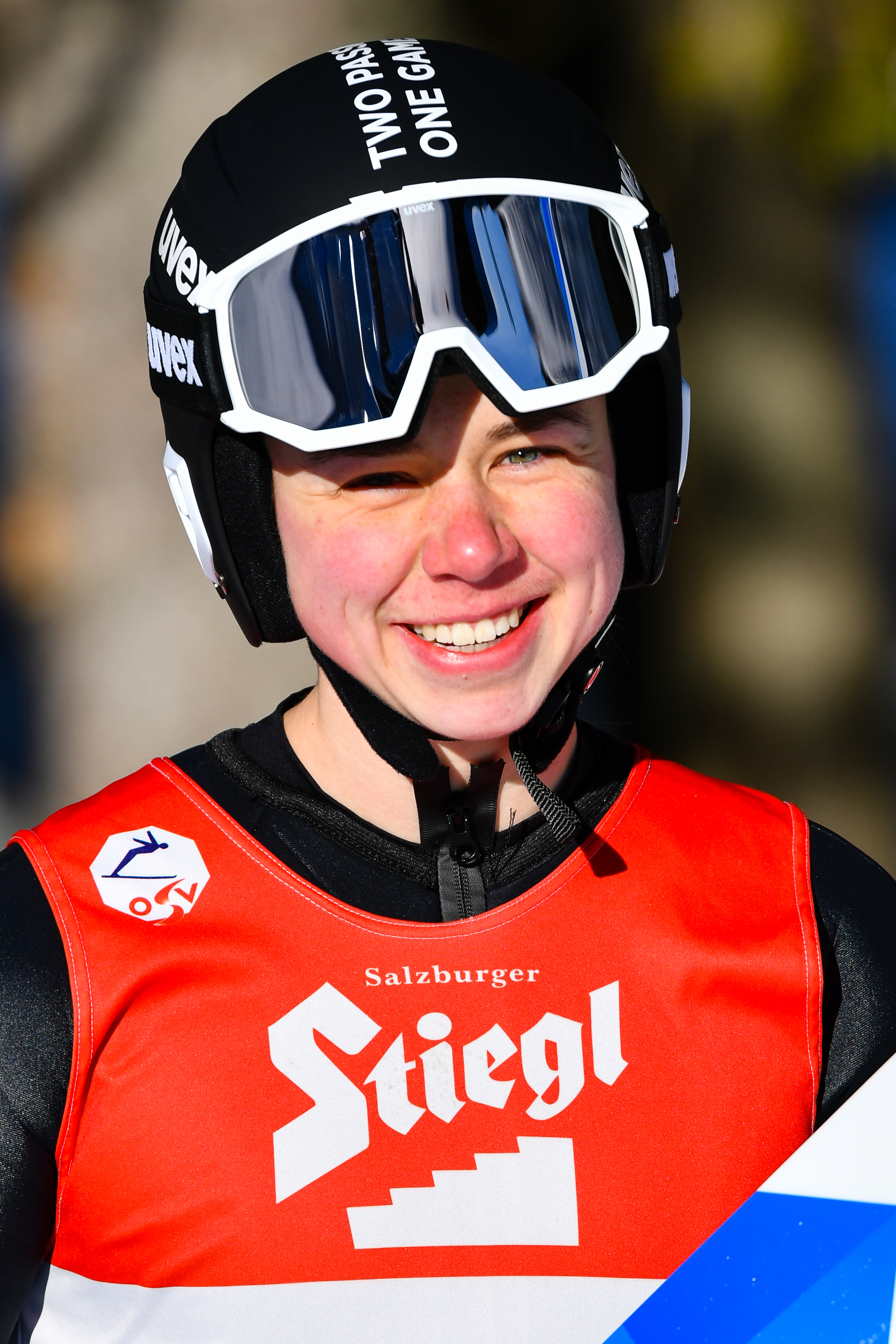
Mari Leinan Lund
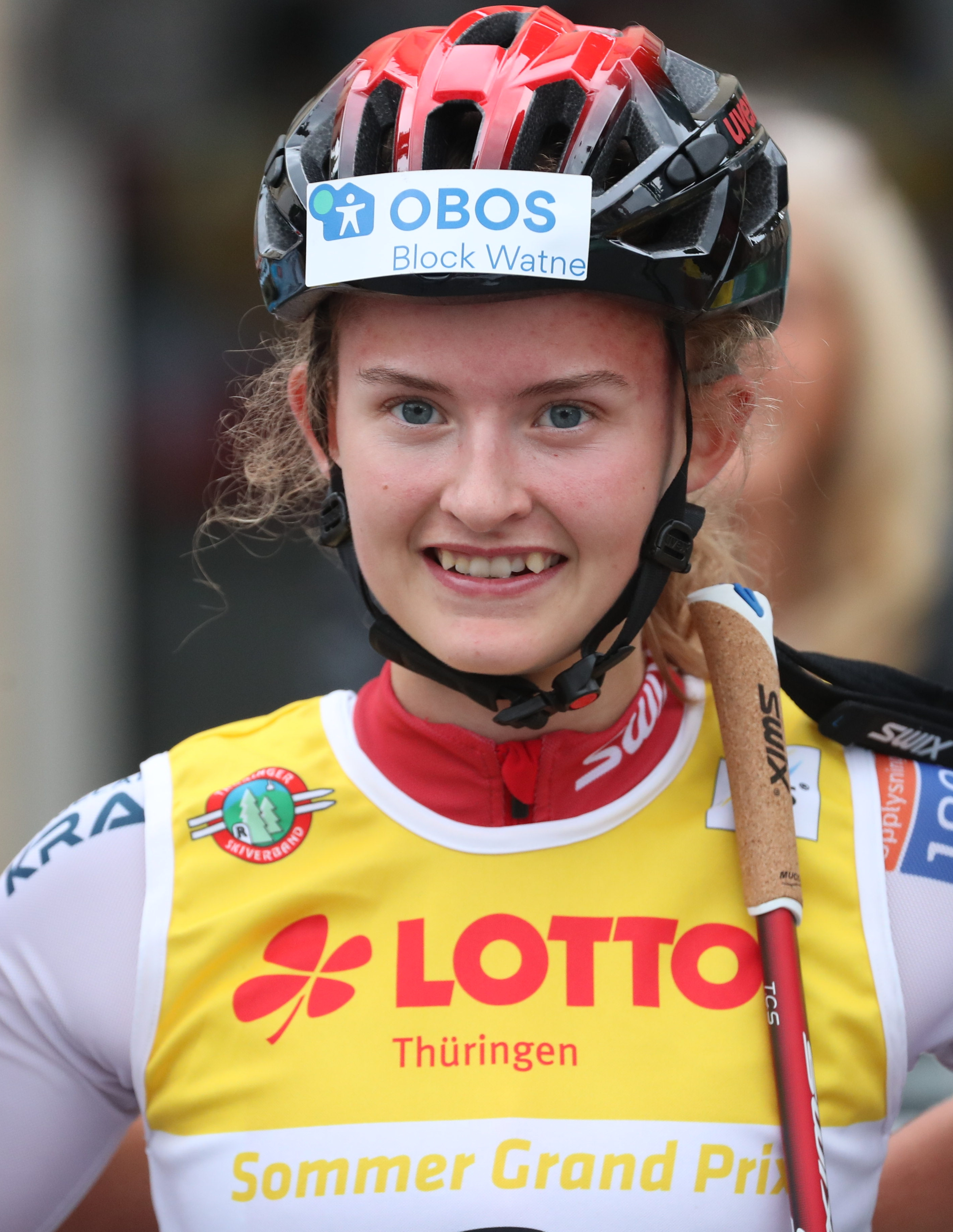
Gyda Westvold Hansen

## Ergebnisse Männer

### Gundersen (K 95 / 5 km)
Die erste Entscheidung nach der Gundersen-Methode fand am 17. und 20. November 2021 von der Normalschanze und über fünf Kilometer statt. Es kamen 26 Athleten in die Wertung. Sechs Kombinierer gingen nach dem Springen nicht zum Langlauf an den Start.
| Platz | Name                | Verein           | Sprungpunkte | Laufzeit | Rückstand |
| ----- | ------------------- | ---------------- | ------------ | -------- | --------- |
| 01.   | Jarl Magnus Riiber  | IL Heming        | 152,5        | 12:54,4  | 12:54,4   |
| 02.   | Kasper Moen Flatla  | IL Jardar        | 147,4        | 13:19,0  | +0:44,6   |
| 03.   | Espen Andersen      | Lommedalen IL    | 134,5        | 12:43,3  | +1:00,9   |
| 04.   | Espen Bjørnstad     | Byaasen Skiklubb | 133,6        | 12:45,1  | +1:06,7   |
| 05.   | Einar Lurås Oftebro | IL Jardar        | 126,0        | 12:19,2  | +1:10,8   |
| 06.   | Jens Lurås Oftebro  | IL Jardar        | 127,3        | 12:25,5  | +1:12,1   |
| 07.   | Kristjan Ilves      | Elva Suusaklubi  | 134,8        | 12:59,7  | +1:16,3   |
| 08.   | Simen Tiller        | Moelven IL       | 133,5        | 13:35,6  | +1:57,2   |
| 09.   | Jørgen Graabak      | Byåsen IL        | 117,5        | 12:48,1  | +2:13,7   |
| 10.   | Lars Buraas         | Hurdal IL        | 116,5        | 12:44,1  | +2:13,7   |

### Gundersen (K 95 / 10 km)
Der zweite Wettbewerb nach der Gundersen-Methode fand am 17. und 21. November 2021 von der Normalschanze und über zehn Kilometer statt. Es kamen 25 Athleten in die Wertung.
| Platz | Name               | Verein            | Sprungpunkte | Laufzeit | Rückstand |
| ----- | ------------------ | ----------------- | ------------ | -------- | --------- |
| 01.   | Jarl Magnus Riiber | IL Heming         | 152,2        | 24:43,8  | 24:43,8   |
| 02.   | Kasper Moen Flatla | IL Jardar         | 148,7        | 25:33,6  | +1:03,8   |
| 03.   | Jørgen Graabak     | Byåsen IL         | 125,1        | 24:32,6  | +1:36,8   |
| 04.   | Andreas Skoglund   | Molde og Omegn IF | 125,9        | 24:36,0  | +1:37,2   |
| 05.   | Espen Andersen     | Lommedalen IL     | 135,5        | 25:15,7  | +1:38,9   |
| 06.   | Simen Tiller       | Moelven IL        | 134,4        | 25:13,9  | +1:41,1   |
| 07.   | Kristjan Ilves     | Elva Suusaklubi   | 134,7        | 25:14,9  | +1:41,1   |
| 08.   | Espen Bjørnstad    | Byaasen Skiklubb  | 132,3        | 25:11,5  | +1:47,7   |
| 09.   | Lars Ivar Skårset  | Søre ÅL IL        | 128,9        | 25:06,0  | +1:55,2   |
| 10.   | Lars Buraas        | Hurdal IL         | 120,2        | 24:45,1  | +2:09,3   |

### Gundersen (K 90 / 7,5 km)
Der dritte Wettbewerb nach der Gundersen-Methode fand am 22. und 26. März 2022 von der Normalschanze und über 7,5 Kilometer statt. Es kamen 14 Athleten in die Wertung.
| Platz | Name                  | Verein            | Sprungpunkte | Laufzeit | Rückstand |
| ----- | --------------------- | ----------------- | ------------ | -------- | --------- |
| 01.   | Jarl Magnus Riiber    | IL Heming         | 130,9        | 21:55,6  | 21:55,6   |
| 02.   | Kasper Moen Flatla    | IL Jardar         | 100,6        | 22:41,4  | +2:46,8   |
| 03.   | Andreas Skoglund      | Molde og Omegn IF | 083,2        | 22:07,4  | +3:22,8   |
| 04.   | Jakob Eiksund Sæthre  | Fossum IF         | 083,7        | 22:24,0  | +3:37,4   |
| 05.   | Emil Vilhelmsen       | Mosjøen IL        | 098,1        | 24:02,2  | +4:17,6   |
| 06.   | Per Skjæret Strømhaug | Folldal IF        | 086,1        | 23:24,4  | +4:27,8   |
| 07.   | Marius Nordsveen      | Trysil IL         | 095,2        | 24:07,8  | +4:35,2   |
| 08.   | Jens Dahlseide Kvamme | Haslum IL         | 090,6        | 24:16,9  | +5:02,3   |
| 09.   | Even Leinan Lund      | Tolga IL          | 079,6        | 23:37,6  | +5:07,0   |
| 10.   | Jørgen Storsveen      | Elverum Hopp      | 077,7        | 23:39,0  | +5:16,4   |

### Gundersen (K 90 / 10 km)
Der vierte Wettbewerb nach der Gundersen-Methode fand am 23. und 27. März 2022 von der Normalschanze und über zehn Kilometer statt. Es kamen 14 Athleten in die Wertung.
| Platz | Name                  | Verein            | Sprungpunkte | Laufzeit | Rückstand |
| ----- | --------------------- | ----------------- | ------------ | -------- | --------- |
| 01.   | Jarl Magnus Riiber    | IL Heming         | 131,6        | 27:03,8  | 27:03,8   |
| 02.   | Kasper Moen Flatla    | IL Jardar         | 108,9        | 28:11,3  | +2:38,5   |
| 03.   | Andreas Skoglund      | Molde og Omegn IF | 088,0        | 28:24,5  | +4:14,7   |
| 04.   | Jens Dahlseide Kvamme | Haslum IL         | 086,4        | 29:20,5  | +5:17,7   |
| 05.   | Marius Nordsveen      | Trysil IL         | 096,5        | 30:02,5  | +5:18,7   |
| 06.   | Per Skjæret Strømhaug | Folldal IF        | 083,7        | 29:16,8  | +5:25,0   |
| 07.   | Jørgen Storsveen      | Elverum Hopp      | 081,6        | 30:00,3  | +6:16,5   |
| 08.   | Jakob Eiksund Sæthre  | Fossum IF         | 051,3        | 28:14,7  | +6:31,9   |
| 09.   | Harald Øihaugen       | Gausdal Skilag    | 063,8        | 29:26,8  | +6:54,0   |
| 10.   | Sander Kolberg        | Kongsberg IF      | 074,0        | 30:31,7  | +7:17,9   |

## Ergebnisse Frauen

### Gundersen (K 95 / 2,5 km)
Der erste Wettbewerb nach der Gundersen-Methode fand am 17. und 20. November 2021 von der Normalschanze und über zweieinhalb Kilometer statt. Es kamen elf Kombiniererinnen in die Wertung.
| Platz | Name                 | Verein               | Sprungpunkte | Laufzeit | Rückstand |
| ----- | -------------------- | -------------------- | ------------ | -------- | --------- |
| 01.   | Gyda Westvold Hansen | IL Nansen            | 114,3        | 07:23,7  | 7:23,7    |
| 02.   | Ida Marie Hagen      | Hasslum IL           | 105,8        | 07:28,1  | +0:24,4   |
| 03.   | Mari Leinan Lund     | Tolga IL             | 107,1        | 07:38,7  | +0:32,0   |
| 04.   | Marte Leinan Lund    | Tolga IL             | 097,9        | 07:18,6  | +0:33,9   |
| 05.   | Hanna Midtsundstad   | Vaaler IL            | 092,2        | 07:26,8  | +0:56,1   |
| 06.   | Mille Marie Hagen    | Hasslum IL           | 090,5        | 08:22,4  | +1:55,7   |
| 07.   | Thea Øihaugen        | Gausdal Skilag       | 073,0        | 08:18,4  | +2:33,7   |
| 08.   | Oda Leiråmo          | Bossmo og Ytteren IL | 055,7        | 07:43,1  | +2:40,4   |
| 09.   | Josefine Løken       | Askim IF             | 065,4        | 09:06,4  | +3:39,7   |
| 10.   | Lilly Großmann       | WSV Grüna            | 060,6        | 09:31,2  | +4:16,5   |

### Gundersen (K 95 / 5 km)
Der zweite Wettbewerb nach der Gundersen-Methode fand am 17. und 21. November 2021 von der Normalschanze und über fünf Kilometer statt. Es kamen elf Kombiniererinnen in die Wertung.
| Platz | Name                 | Verein               | Sprungpunkte | Laufzeit | Rückstand |
| ----- | -------------------- | -------------------- | ------------ | -------- | --------- |
| 01.   | Mari Leinan Lund     | Tolga IL             | 128,4        | 15:11,8  | 15:11,8   |
| 02.   | Gyda Westvold Hansen | IL Nansen            | 112,5        | 14:20,7  | +0:12,9   |
| 03.   | Ida Marie Hagen      | Hasslum IL           | 112,7        | 14:47,2  | +0:38,4   |
| 04.   | Marte Leinan Lund    | Tolga IL             | 091,4        | 14:38,3  | +1:54,5   |
| 05.   | Hanna Midtsundstad   | Vaaler IL            | 084,4        | 14:46,6  | +2:30,8   |
| 06.   | Mille Marie Hagen    | Hasslum IL           | 087,6        | 16:19,9  | +3:51,1   |
| 07.   | Oda Leiråmo          | Bossmo og Ytteren IL | 062,4        | 15:08,9  | +4:21,1   |
| 08.   | Thea Øihaugen        | Gausdal Skilag       | 072,2        | 16:16,7  | +4:49,9   |
| 09.   | Lilly Großmann       | WSV Grüna            | 066,7        | 17:49,3  | +6:44,5   |
| 10.   | Josefine Løken       | Askim IF             | 060,8        | 17:34,7  | +6:52,9   |

### Gundersen (K 90 / 7,5 km)
Der dritte Wettbewerb nach der Gundersen-Methode fand am 22. und 26. März 2022 von der Normalschanze und über 7,5 Kilometer statt. Es kamen vier Kombiniererinnen in die Wertung.
| Platz | Name                 | Verein               | Sprungpunkte | Laufzeit | Rückstand |
| ----- | -------------------- | -------------------- | ------------ | -------- | --------- |
| 01.   | Gyda Westvold Hansen | IL Nansen            | 073,5        | 27:48,9  | 27:48,9   |
| 02.   | Marte Leinan Lund    | Tolga IL             | 035,4        | 26:52,8  | +1:35,9   |
| 03.   | Oda Leiråmo          | Bossmo og Ytteren IL | 023,1        | 27:33,0  | +3:06,1   |
| 04.   | Thea Øihaugen        | Gausdal Skilag       | 032,8        | 29:09,3  | +4:03,4   |

### Gundersen (K 90 / 3 km)
Der vierte Wettbewerb nach der Gundersen-Methode fand am 23. und 27. März 2022 von der Normalschanze und über drei Kilometer statt. Es kamen vier Kombiniererinnen in die Wertung.
| Platz | Name                 | Verein               | Sprungpunkte | Laufzeit | Rückstand |
| ----- | -------------------- | -------------------- | ------------ | -------- | --------- |
| 01.   | Gyda Westvold Hansen | IL Nansen            | 063,5        | 07:59,8  | 07:59,8   |
| 02.   | Marte Leinan Lund    | Tolga IL             | 043,9        | 07:56,0  | +0:43,2   |
| 03.   | Oda Leiråmo          | Bossmo og Ytteren IL | 028,8        | 07:48,2  | +1:11,4   |
| 04.   | Thea Øihaugen        | Gausdal Skilag       | 037,7        | 08:10,1  | +1:12,3   |